# Gajki (Pohulanka)
Gajki – kolonia wsi Pohulanka w Polsce położona w województwie podlaskim, w powiecie hajnowskim, w gminie Czeremcha.
W latach 1975–1998 miejscowość administracyjnie należała do województwa białostockiego.
Prawosławni mieszkańcy osady należą do parafii św. Barbary w Kuzawie, a wierni kościoła rzymskokatolickiego do parafii Najświętszej Maryi Panny Królowej Polski w Czeremsze.